# Azad University Giant Team
Azad University Giant Team (código UCI: IUA) es un equipo ciclista iraní de categoría Continental.
Fundado en 2007, se engloba dentro de la Universidad Islámica Azad.
El equipo corre principalmente en carreras del UCI Asia Tour, el circuito continental asiático.

## Sede
El equipo tiene su sede en Teherán, la capital de Irán.

## Clasificaciones UCI
A partir de 2005 la UCI instauró los Circuitos Continentales UCI, donde el equipo está desde su creación, registrado dentro del UCI Asia Tour. Estando en las clasificaciones del UCI Asia Tour Ranking y UCI Europe Tour Ranking.
Las clasificaciones del equipo y de su ciclista más destacado son las siguientes.
| Año                      | Clasificación por equipos | Mejor corredor en la clasificación individual | Posición |
| 2006-2007 (Asia Tour)    | 5º                        | Mahdi Sohrabi                                 | 5º       |
| 2007-2008 (Asia Tour)    | 17º                       | Madhi Fahridi                                 | 108.º    |
| 2008-2009 (Asia Tour)    | 3º                        | Amir Zargari                                  | 11º      |
| 2008-2009 (Europe Tour)  | 112.º                     | Eugen Wacker                                  | 606.º    |
| 2009-2010 (Asia Tour)    | 2º                        | Amir Zargari                                  | 6º       |
| 2010-2011 (Asia Tour)    | 2º                        | Amir Zargari                                  | 3º       |
| 2011-2012 (Asia Tour)    | 11º                       | Víctor Niño                                   | 29º      |
| 2011-2012 (America Tour) | 24º                       | Víctor Niño                                   | 52.º     |

## Palmarés
Para años anteriores, véase Palmarés del Azad University Giant Team

### Palmarés 2013

#### Circuitos Continentales UCI
| Fechas | Circuito | Carreras | Ganador |

#### Campeonatos nacionales
| Fechas      | Carreras                        | Ganador                    |
| 22 de junio | Campeonato de Irán Contrarreloj | Behnam Khalili Khosroshahi |

## Plantilla
Para años anteriores, véase Plantillas del Azad University Giant Team

### Plantilla 2013
| Nombre                     | Nacimiento | Nacionalidad | Equipo 2012               |
| Ali Asgari                 | 05/04/1993 | Irán         | Neoprofesional            |
| Mohamad Dabiri             | 04/02/1987 | Irán         | Neoprofesional            |
| Mohammad Daneshvar         | 18/12/1993 | Irán         | Neoprofesional            |
| Hamed Jannat               | 02/10/1989 | Irán         | Tabriz Petrochemical Team |
| Ali Khademi                | 01/01/1992 | Irán         | Mes Kerman                |
| Ehsan Khademi              | 08/06/1992 | Irán         | Neoprofesional            |
| Behnam Khalili Khosroshahi | 02/06/1988 | Irán         | Tabriz Petrochemical Team |
| Ramin Maleki               | 16/03/1987 | Irán         | Tabriz Petrochemical Team |
| Arvin Moazemi              | 26/03/1990 | Irán         | Azad University Cross     |
| Abbas Saeidi Tanha         | 01/04/1981 | Irán         | Azad University Cross     |
| Mohammad Reza Saeidi       | 15/06/1989 | Irán         | Neoprofesional            |
| Farshad Salehian           | 09/05/1987 | Irán         | Azad University Cross     |
| Amir Zargari               | 31/07/1980 | Irán         | Ag2r La Mondiale          |

1. ↑  Desde el 27 de septiembre.
2. 1 2 3  Hasta el 5 de junio.
3. ↑  Hasta el 26 de septiembre.
4. ↑  Desde el 25 de junio.
5. ↑  Desde el 1 de julio.
6. ↑  Hasta el 24 de junio.